# Höllerbrand
Höllerbrand ist eine Rotte in der Marktgemeinde Kirchschlag im Bezirk Zwettl in Niederösterreich.
Der Ort befindet sich nördlich von Scheib an der Verbindungsstraße zwischen den Landesstraßen L7189 und L7188.

## Geschichte
Der Ort entstand nach 1850 auf den Gründen der Katastralgemeinde Scheib, die Gegend wird aber bereits im Franziszeischen Kataster aus dem Jahr 1823 als Höllenbrand genannt. Seit 1954 ist sie offizieller Teil der Marktgemeinde Kirchschlag.